# Oralsex

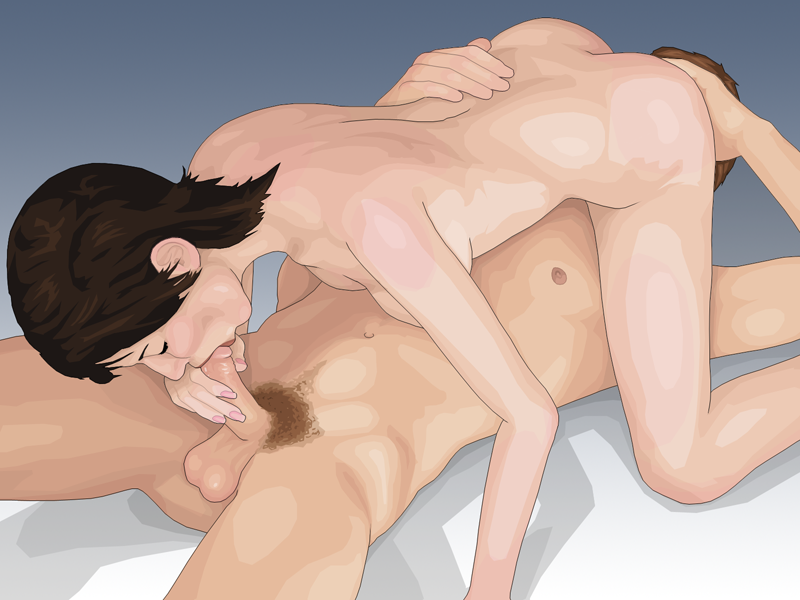
En man och en kvinna utför oralsex samtidigt på varandra, i positionen 69:an.

Oralsex, munsex, är en form av sexuellt umgänge där könsorganen stimuleras med mun och tunga. Det finns ett antal olika varianter, huvudsakligen uppdelat mellan oralsex på en kvinna (cunnilingus) respektive på en man (fellatio). Även anal stimulering (anilingus) kan ses som en form av oralsex.

## Metoder

### Cunnilingus

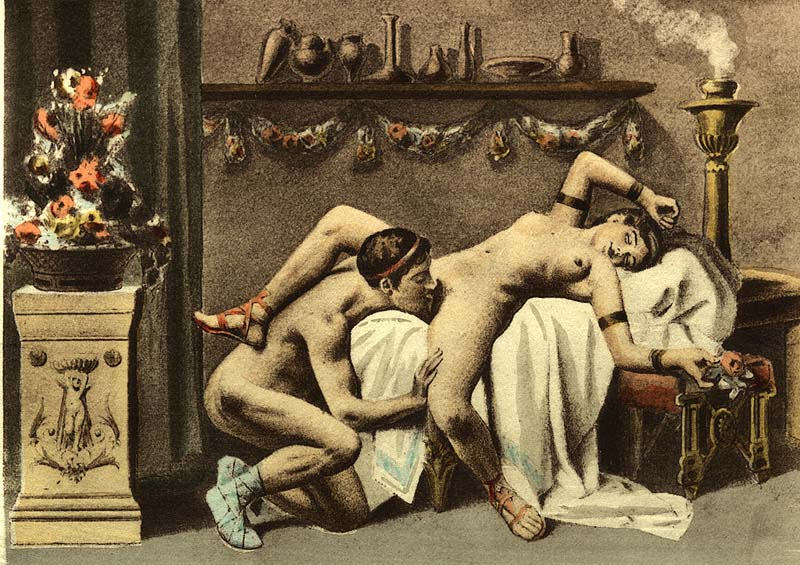
Illustration av cunnilingus ur De figuris Veneris (1824)

Cunnilingus (av lat. cunnus "vulva" och lingo "tunga"), den sexuella akt där en kvinnas partner stimulerar dennas könsorgan med munnen. Detta sker oftast genom att hen kysser, suger eller slickar kvinnans klitorisollon (avslickning).
Vissa kvinnor kan ibland ha svårt att få orgasm under ett vaginalt samlag och cunnilingus kan vara ett lättare sätt för en kvinna att tillsammans med en partner uppnå orgasm (utan användning av andra hjälpmedel).[källa behövs]
Cunnilingus kan ske på många olika sätt. Det vanligaste är att kvinnan ligger på rygg, på exempelvis en säng eller ett bord, med benen isär. Partnern placerar sin mun över kvinnans könsorgan underifrån. Detta är den mest avslappnade positionen för kvinnan, och möjliggör även för henne att hålla om partnerns huvud med sina händer, och därmed styra dennes orala stimulans av henne. En variant av detta är att partnern står på knä och kvinnan står upp framför partnern, gärna lutad mot en vägg som stöd för ryggen, med partnerns mun vänd mot hennes könsorgan. Partnern kan samtidigt använda fingrarna.
Sexualrådgivaren Ian Kerner rekommenderar cunnilingus som den primära sexualakten när en man älskar med en kvinna.

### Fellatio

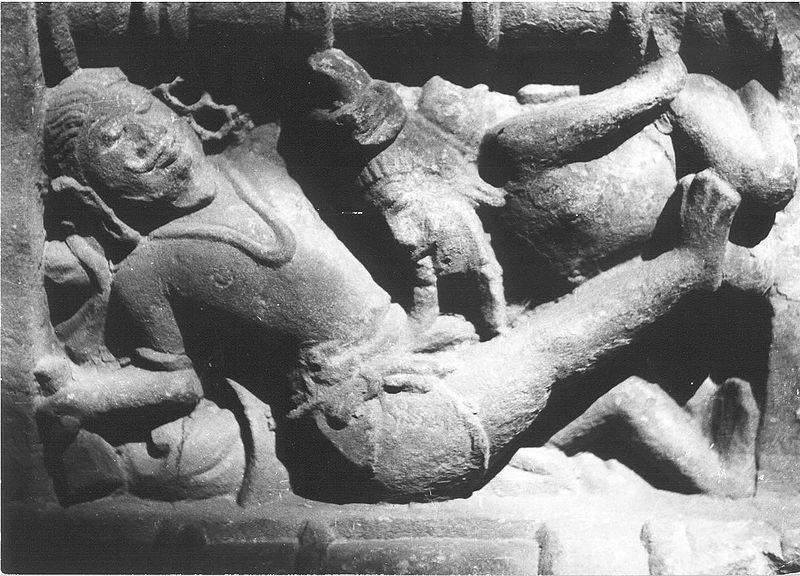
Sexualakt med fellatio, staty i Lakshmana-templet i Khajuraho från 954 e.Kr.

Fellatio (av lat. fello, fellare "suga"), fransk massage eller avsugning i vardagligt tal, är den  sexuella akt där den givande partern stimulerar sin partners penis med mun och tunga. En vanlig teknik är att ta ollonet på den erigerade penis i munnen, samtidigt som man rytmiskt smeker resten av penis med händerna. Man kan också låta tungan slicka på testiklarna och penisskaftet.
Om den givande partnern tar den erigerade penis långt in i munnen, så att den delvis går ner i halsen, kan detta orsaka kvävningskänslor och/eller utlösa kräkreflexerna. Ett sätt att ta mycket av den erigerade penis i munnen men undvika kvävningskänslor eller att kräkreflexerna utlöses är att den givande parten tar den erigerade penis i munnen från sidan, så att ollonet stöter i kindväggen och därmed undviker att glida ner i halsen.
En teknik vid fellatio är den så kallade "deep throat"-metoden, som fått sitt namn efter porrfilmen med samma namn (Långt ner i halsen på svenska). I denna teknik tas hela den erigerade penis in i munnen. Detta riskerar dock att orsaka kvävningskänslor och/eller utlösa kräkreflexerna. När penisbäraren styr handlingen, kan detta klassas genom termen irrumatio.
Beroende på de deltagandes preferenser kan stimuleringen skapa en orgasm, en ejakulation av sperma, som antingen kan tas i munnen, varvid sperman spottas ut eller sväljs, eller sprutas på annat ställe. 
En liten andel män är utrustade med tillräckligt lång penis och/eller vighet för att kunna utföra fellatio på sig själva, vilket kallas autofellatio.

### 69:an
69:an, sextionian, sexställning där två partner ger varandra oralsex (jfr. cunnilingus resp. fellatio) samtidigt. 69:an kan utföras av partner av samma kön eller olika kön. När 69:an utförs sida vid sida, så ser numret 69 ut liknande som de två kropparna med deras huvud vid varandras könsorgan.
69:an utförs vanligen genom att den ena partnern ligger på rygg, medan den andra partnern lägger sig ovanpå denne och placerar sitt kön över dennes mun och sin mun över dennes kön. Ett alternativ är att man ligger sida vid sida. Den ena partnern kan även i stående position hålla den andra upp och ned samtidigt som den oralt bearbetar dess könsorgan. 69:an kan vara klumpig för partner som inte har liknande längd.

### Anilingus
Vid sidan av den orala stimleringen av könsorganen kan även anus stimuleras med mun och tunga. Detta brukar kallas för anilingus.

## Sexuellt överförbara sjukdomar
Sjukdomar som klamydia, gonorré, herpes, hepatit och HIV kan överföras genom oralsex. Riskerna är dock olika för den givande (den som utför oralsex) och mottagande (personen som oralsex utförs på) parten. För HIV gäller det att om den givande parten är smittad så är risken minimal att den mottagande parten smittas med HIV. Om den mottagande parten är HIV-smittad finns det däremot en inte obetydlig risk för att den givande parten smittas av HIV. Det bör framhållas att all form av direktkontakt genom kroppsvätskor med en person som är smittad av HIV kan överföra sjukdomen.
Oralsex bör också undvikas i de fall där någon av parterna har någon form av sår, blödande tandkött eller andra skador på könsorgan och mun. Man bör också vara försiktig med oralsex precis efter att man borstat tänderna, besökt tandläkaren, eller ätit någon form av krispig mat som till exempel potatischips vilket kan skapa små rispningar i tandköttet. Även mikroskopiska sår ökar risken för sexuellt överförbara sjukdomar vid oralsex. På grund av detta rekommenderar många läkare användning av kondom vid fellatio (smaksatta kondomer finns tillgängliga för detta syfte) och en så kallad slicklapp vid cunnilingus. Man kan också använda en uppklippt kondom vid cunnilingus. Däremot avråds från att använda plastfolie, eftersom den innehåller mikroskopiska hål och därmed släpper igenom virus.